# Ringer-Europameisterschaften 2011
Die Ringer-Europameisterschaften 2011 wurden vom 29. März 2011 bis zum 3. April 2011 in Dortmund ausgetragen. Gerungen wurde in den Stilarten Griechisch-Römisch (Greco) der Herren, Freistil der Herren und Freistil der Damen.
Die Wettkämpfe faden in der Westfalenhalle statt.
Die letzten Europameisterschaften im Ringen in Deutschland fanden 1991 in Aschaffenburg (griechisch-römisch) und Stuttgart (Freistil) statt.

## Titelverteidiger
Übersicht aller 21 Europameister von 2010:
| Kategorie | Greco               | Freistil          | Frauen                |
| --------- | ------------------- | ----------------- | --------------------- |
| 1         | Elkin Alijew        | Machmud Magomedow | Lorissa Oorschak      |
| 2         | Həsən Əliyev        | Opan Sat          | Sofia Mattsson        |
| 3         | Ambako Watschadse   | Jabrail Hasanow   | Anastasija Grigorjeva |
| 4         | Aljaksandr Kikinjou | Denis Zargusch    | Sona Ahmadli          |
| 5         | Nazmi Avluca        | Ansor Urischew    | Ljubow Wolossowa      |
| 6         | Aslanbek Chuschtow  | Chetag Gasjumow   | Nadeschda Samentsowa  |
| 7         | Rıza Kayaalp        | Biljal Machow     | Stanka Slatewa        |

## Europameister 2011
Übersicht aller 21 Europameister von 2011 in Dortmund:
| Kategorie | Greco                  | Freistil              | Frauen               |
| --------- | ---------------------- | --------------------- | -------------------- |
| 1         | Roman Amojan           | Dschamal Otarsultanow | Maria Stadnyk        |
| 2         | Rewas Laschchi         | Opan Sat              | Julija Blahynja      |
| 3         | Ambako Watschadse      | Jabrail Hasanow       | Ida-Theres Nerell    |
| 4         | Rafiq Hüseynov         | Denis Zargusch        | Julia Ratkewitsch    |
| 5         | Wassyl Ratschyba       | Ansor Urischew        | Julija Ostaptschuk   |
| 6         | Timofei Dseinitschenko | Chetag Gasjumow       | Nadeschda Semenzowa  |
| 7         | Chassan Barojew        | Fatih Çakıroğlu       | Kateryna Burmistrowa |

## Zeitplan
- Dienstag, 29. März 2011: Männer – Freistil: 60 kg, 74 kg, 96 kg
- Mittwoch, 30. März 2011: Männer – Freistil: 55 kg, 66 kg, 84 kg, 120 kg
- Donnerstag, 31. März 2011: Frauen: 48 kg, 51 kg, 55 kg
- Freitag, 1. April 2011: Frauen: 59 kg, 63 kg, 67 kg, 72 kg
- Samstag, 2. April 2011: Männer – Greco: 55 kg, 66 kg, 84 kg, 120 kg
- Sonntag, 3. April 2011: Männer – Greco: 60 kg, 74 kg, 96 kg

## Freistil, Männer

### Ergebnisse

#### Kategorie bis 55 kg
| Platz | Land          | Sportler                    |
| ----- | ------------- | --------------------------- |
| 1     | Russland      | Djamal Otarsultanow         |
| 2     | Georgien      | Wladimer Chintschegaschwili |
| 3     | Belarus       | Wladislaw Andrejew          |
| 3     | Aserbaidschan | Machmud Magomedow           |
| 5     | Schweiz       | Urs Wild                    |
| 5     | Monaco        | Ghenadi Tulbea              |
|       |               |                             |
| 13    | Deutschland   | Tim Schleicher              |

Datum: Mittwoch, 30. März 2011

Titelverteidiger: Machmud Magomedow, Aserbaidschan

Teilnehmer: 21

#### Kategorie bis 60 kg
| Platz | Land        | Sportler          |
| ----- | ----------- | ----------------- |
| 1     | Russland    | Opan Sat          |
| 2     | Albanien    | Sahit Prizreni    |
| 3     | Bulgarien   | Anatoli Guidea    |
| 3     | Ukraine     | Wasil Fedorischin |
| 5     | Rumänien    | Gheorghe Bucur    |
| 5     | Deutschland | Marcel Ewald      |

Datum: Dienstag, 29. März 2011

Titelverteidiger: Opan Sat, Russland

Teilnehmer: 22

#### Kategorie bis 66 kg
| Platz | Land          | Sportler           |
| ----- | ------------- | ------------------ |
| 1     | Aserbaidschan | Jabrail Hasanow    |
| 2     | Bulgarien     | Leonid Basan       |
| 3     | Russland      | Adam Batirow       |
| 3     | Deutschland   | Saba Javad Bolaghi |
| 5     | Ungarn        | Gergő Wöller       |
| 5     | Belarus       | Ali Schabanau      |
|       |               |                    |
| 24    | Schweiz       | Steven Graf        |
| 25    | Österreich    | Georg Marchl       |

Datum: Mittwoch, 30. März 2011

Titelverteidiger: Jabrail Hasanow, Aserbaidschan

Teilnehmer: 26

#### Kategorie bis 74 kg
| Platz | Land          | Sportler           |
| ----- | ------------- | ------------------ |
| 1     | Russland      | Denis Zargusch     |
| 2     | Armenien      | Musa Murtasalijew  |
| 3     | Ungarn        | Gábor Hatos        |
| 3     | Georgien      | Dawit Chutischwili |
| 5     | Bulgarien     | Kiril Tersiew      |
| 5     | Aserbaidschan | Agil Gulijew       |
|       |               |                    |
| 14    | Deutschland   | Andrej Shyyka      |
|       |               |                    |
| 18    | Österreich    | Philipp Crepaz     |

Datum: Dienstag, 29. März 2011

Titelverteidiger: Denis Zargusch, Russland

Teilnehmer: 21

#### Kategorie bis 84 kg
| Platz | Land          | Sportler            |
| ----- | ------------- | ------------------- |
| 1     | Russland      | Ansor Urischew      |
| 2     | Georgien      | Dato Marsagischwili |
| 3     | Rumänien      | Gheorghiță Ștefan   |
| 3     | Aserbaidschan | Scharif Scharifow   |
| 5     | Polen         | Maciej Balawender   |
| 5     | Türkei        | İbrahim Bölükbaşı   |
|       |               |                     |
| 8     | Schweiz       | Marco Riesen        |
|       |               |                     |
| 22    | Deutschland   | David Bichinashvili |

Datum: Mittwoch, 30. März 2011

Titelverteidiger: Ansor Urischew, Russland

Teilnehmer: 28

#### Kategorie bis 96 kg
| Platz | Land          | Sportler           |
| ----- | ------------- | ------------------ |
| 1     | Aserbaidschan | Chetag Gasjumow    |
| 2     | Russland      | Wladislaw Baizajew |
| 3     | Moldau        | Nicolai Ceban      |
| 3     | Ukraine       | Pawlo Oleinik      |
| 5     | Türkei        | Hamza Köseoglu     |
| 5     | Armenien      | Edgar Jenokjan     |
|       |               |                    |
| 9     | Deutschland   | Kevin Schwäbe      |

Datum: Dienstag, 29. März 2011

Titelverteidiger: Chetag Gasjumow, Aserbaidschan

Teilnehmer: 23

#### Kategorie bis 120 kg
| Platz | Land          | Sportler             |
| ----- | ------------- | -------------------- |
| 1     | Türkei        | Fatih Çakıroğlu      |
| 2     | Belarus       | Alexei Schemarow     |
| 3     | Ungarn        | Dániel Ligeti        |
| 3     | Aserbaidschan | Jamaladdin Magomedow |
| 5     | Griechenland  | Ioannis Arzoumanidis |
| 5     | Deutschland   | Nick Matuhin         |

Datum: Mittwoch, 30. März 2011

Titelverteidiger: Biljal Machow, Russland

Teilnehmer: 21

### Medaillenspiegel
| Rang | Land          | Gold | Silber | Bronze | Fünfter |
| ---- | ------------- | ---- | ------ | ------ | ------- |
| 1    | Russland      | 4    | 1      | 1      | 0       |
| 2    | Aserbaidschan | 2    | 0      | 3      | 1       |
| 3    | Türkei        | 1    | 0      | 0      | 2       |
| 4    | Georgien      | 0    | 2      | 1      | 0       |
| 5    | Bulgarien     | 0    | 1      | 1      | 1       |
|      | Belarus       | 0    | 1      | 1      | 1       |
| 7    | Armenien      | 0    | 1      | 0      | 1       |
| 8    | Albanien      | 0    | 1      | 0      | 0       |
| 9    | Ungarn        | 0    | 0      | 2      | 1       |
| 10   | Ukraine       | 0    | 0      | 2      | 0       |
| 11   | Deutschland   | 0    | 0      | 1      | 2       |
| 12   | Rumänien      | 0    | 0      | 1      | 1       |
| 13   | Moldau        | 0    | 0      | 1      | 0       |
| 14   | Monaco        | 0    | 0      | 0      | 1       |
|      | Polen         | 0    | 0      | 0      | 1       |
|      | Schweiz       | 0    | 0      | 0      | 1       |
|      | Griechenland  | 0    | 0      | 0      | 1       |

### Punktewertung
| Rang | Land           | Punkte |
| ---- | -------------- | ------ |
| 1    | Russland       | 59     |
| 2    | Aserbaidschan  | 50     |
| 3    | Georgien       | 40     |
| 4    | Belarus        | 29     |
| 5    | Türkei         | 27     |
|      | Bulgarien      | 27     |
| 7    | Ungarn         | 23     |
| 8    | Deutschland    | 22     |
| 9    | Ukraine        | 20     |
| 10   | Rumänien       | 18     |
| 11   | Armenien       | 17     |
| 12   | Moldau         | 14     |
| 13   | Griechenland   | 11     |
| 14   | Albanien       | 9      |
|      | Schweiz        | 9      |
| 16   | Monaco         | 6      |
|      | Polen          | 6      |
| 18   | Frankreich     | 4      |
| 19   | Nordmazedonien | 3      |
| 20   | Finnland       | 2      |
|      | Slowakei       | 2      |
| 22   | Litauen        | 1      |

## Freistil, Frauen

### Ergebnisse

#### Kategorie bis 48 kg
| Platz | Land                   | Sportler          |
| ----- | ---------------------- | ----------------- |
| 1     | Aserbaidschan          | Maria Stadnik     |
| 2     | Ukraine                | Kristina Daranuza |
| 3     | Rumänien               | Cristina Croitoru |
| 3     | Polen                  | Iwona Matkowska   |
| 5     | Vereinigtes Königreich | Jana Stadnik      |
| 5     | Deutschland            | Nina Hemmer       |
|       |                        |                   |
| 11    | Österreich             | Sanela Mehmedovic |

Datum: Donnerstag, 31. März 2011

Titelverteidigerin: Lorissa Oorschak, Russland

Teilnehmerinnen: 21

#### Kategorie bis 51 kg
| Platz | Land     | Sportler                       |
| ----- | -------- | ------------------------------ |
| 1     | Ukraine  | Julija Blahynja                |
| 2     | Rumänien | Estera Dobre                   |
| 3     | Russland | Jekaterina Sergejewna Krasnowa |
| 3     | Moldau   | Natalia Budu                   |
| 5     | Lettland | Karalina Tjapko                |
| 5     | Belarus  | Marija Iwanowa                 |
|       |          |                                |
| 11    | Schweiz  | Nadine Tokar                   |

Datum: Donnerstag, 31. März 2011

Titelverteidigerin: Sofia Mattsson, Schweden

Teilnehmerinnen: 16

#### Kategorie bis 55 kg
| Platz | Land        | Sportler           |
| ----- | ----------- | ------------------ |
| 1     | Schweden    | Ida-Theres Nerell  |
| 2     | Moldau      | Ludmila Cristea    |
| 3     | Polen       | Katarzyna Krawczyk |
| 3     | Russland    | Maria Gurowa       |
| 5     | Tschechien  | Lenka Martinakova  |
| 5     | Rumänien    | Ana Maria Pavăl    |
|       |             |                    |
| 10    | Deutschland | Christiane Knittel |

Datum: Donnerstag, 31. März 2011

Titelverteidigerin: Anastasija Grigorjeva, Lettland

Teilnehmerinnen: 20

#### Kategorie bis 59 kg
| Platz | Land                   | Sportler          |
| ----- | ---------------------- | ----------------- |
| 1     | Aserbaidschan          | Julia Ratkewitsch |
| 2     | Rumänien               | Ana Maria Paic    |
| 3     | Ukraine                | Hanna Wassylenko  |
| 3     | Vereinigtes Königreich | Olga Butkewitsch  |
| 5     | Frankreich             | Adeline Vescan    |
| 5     | Ungarn                 | Gariella Sleisz   |
|       |                        |                   |
| 12    | Österreich             | Laura Raffler     |

Datum: Freitag, 1. April 2011

Titelverteidigerin: Sona Ahmadli, Aserbaidschan

Teilnehmerinnen: 17

#### Kategorie bis 63 kg
| Platz | Land          | Sportler            |
| ----- | ------------- | ------------------- |
| 1     | Ukraine       | Julija Ostaptschuk  |
| 2     | Bulgarien     | Taybe Yusein        |
| 3     | Aserbaidschan | Olesja Samula       |
| 3     | Russland      | Inna Traschukowa    |
| 5     | Ungarn        | Marianna Sastin     |
| 5     | Lettland      | Laura Skujina       |
|       |               |                     |
| 15    | Österreich    | Stefanie Maierhofer |
|       |               |                     |
| 18    | Deutschland   | Aline Focken        |

Datum: Freitag, 1. April 2011

Titelverteidigerin: Ljubow Wolossowa, Russland

Teilnehmerinnen: 21

#### Kategorie bis 67 kg
| Platz | Land          | Sportler               |
| ----- | ------------- | ---------------------- |
| 1     | Aserbaidschan | Nadeschda Semenzowa    |
| 2     | Ukraine       | Alina Stadnyk-Machynja |
| 3     | Deutschland   | Yvonne Englich-Hees    |
| 3     | Belarus       | Hanna Sawenija         |
| 5     | Türkei        | Burcu Orskaja          |
| 5     | Spanien       | Aurora Fajardo Prieto  |

Datum: Freitag, 1. April 2011

Titelverteidigerin: Nadeschda Semenzowa, Aserbaidschan

Teilnehmerinnen: 11

#### Kategorie bis 72 kg
| Platz | Land        | Sportler               |
| ----- | ----------- | ---------------------- |
| 1     | Ukraine     | Kateryna Burmistrowa   |
| 2     | Belarus     | Wassilissa Marsaljuk   |
| 3     | Bulgarien   | Stanka Slatewa         |
| 3     | Polen       | Agnieszka Wieszczek    |
| 5     | Lettland    | Kristine Odrina Orbowa |
| 5     | Frankreich  | Cynthia Vanessa Vescan |
| 7     | Deutschland | Maria Müller           |
|       |             |                        |
| 10    | Österreich  | Marina Gastl           |

Datum: Freitag, 1. April 2011

Titelverteidigerin: Stanka Slatewa, Bulgarien

Teilnehmerinnen: 17

### Medaillenspiegel
| Rang | Land                   | Gold | Silber | Bronze | Fünfter |
| ---- | ---------------------- | ---- | ------ | ------ | ------- |
| 1    | Ukraine                | 3    | 2      | 1      | 0       |
| 2    | Aserbaidschan          | 3    | 0      | 1      | 0       |
| 3    | Schweden               | 1    | 0      | 0      | 0       |
| 4    | Rumänien               | 0    | 2      | 1      | 1       |
| 5    | Belarus                | 0    | 1      | 1      | 1       |
| 6    | Moldau                 | 0    | 1      | 1      | 0       |
|      | Bulgarien              | 0    | 1      | 1      | 0       |
| 8    | Russland               | 0    | 0      | 3      | 0       |
|      | Polen                  | 0    | 0      | 3      | 0       |
| 10   | Vereinigtes Königreich | 0    | 0      | 1      | 1       |
|      | Deutschland            | 0    | 0      | 1      | 1       |
| 12   | Lettland               | 0    | 0      | 0      | 3       |
| 13   | Frankreich             | 0    | 0      | 0      | 2       |
|      | Ungarn                 | 0    | 0      | 0      | 2       |
| 15   | Tschechien             | 0    | 0      | 0      | 1       |
|      | Spanien                | 0    | 0      | 0      | 1       |
|      | Türkei                 | 0    | 0      | 0      | 1       |

### Punktewertung
| Rang | Land                   | Punkte |
| ---- | ---------------------- | ------ |
| 1    | Ukraine                | 59     |
| 2    | Aserbaidschan          | 43     |
| 3    | Rumänien               | 32     |
| 4    | Russland               | 31     |
| 5    | Polen                  | 29     |
| 6    | Belarus                | 27     |
| 7    | Deutschland            | 23     |
| 8    | Lettland               | 22     |
| 9    | Bulgarien              | 19     |
| 10   | Frankreich             | 18     |
| 11   | Moldau                 | 17     |
| 12   | Vereinigtes Königreich | 14     |
| 13   | Ungarn                 | 12     |
| 14   | Schweden               | 10     |
|      | Tschechien             | 10     |
|      | Spanien                | 10     |
| 17   | Griechenland           | 7      |
| 18   | Türkei                 | 6      |
| 19   | Italien                | 5      |
| 20   | Norwegen               | 3      |
| 21   | Österreich             | 1      |
|      | Portugal               | 1      |

## Griechisch-römisch, Männer

### Ergebnisse

#### Kategorie bis 55 kg
| Platz | Land          | Sportler          |
| ----- | ------------- | ----------------- |
| 1     | Armenien      | Roman Amojan      |
| 2     | Ukraine       | Wugar Ragimow     |
| 3     | Belarus       | Elbek Taschyjeu   |
| 3     | Aserbaidschan | Eldanis Asisli    |
| 5     | Russland      | Waleri Borgojakow |
| 5     | Estland       | Anar Zeinalov     |
|       |               |                   |
| 14    | Deutschland   | Lukas Höglmeier   |

Datum: Samstag, 2. April 2011

Titelverteidiger: Elçin Əliyev, Aserbaidschan

Teilnehmer: 26

#### Kategorie bis 60 kg
| Platz | Land          | Sportler           |
| ----- | ------------- | ------------------ |
| 1     | Georgien      | Rewas Laschchi     |
| 2     | Bulgarien     | Iwo Angelow        |
| 3     | Aserbaidschan | Həsən Əliyev       |
| 3     | Türkei        | Mustafa Saglam     |
| 5     | Rumänien      | Eusebiu Diaconu    |
| 5     | Ungarn        | Istvan Kozak       |
|       |               |                    |
| 9     | Deutschland   | Erik Weiss         |
|       |               |                    |
| 23    | Schweiz       | Patrick Stadelmann |

Datum: Sonntag, 3. April 2011

Titelverteidiger: Həsən Əliyev, Aserbaidschan

Teilnehmer: 27

#### Kategorie bis 66 kg
| Platz | Land          | Sportler              |
| ----- | ------------- | --------------------- |
| 1     | Russland      | Ambako Watschadse     |
| 2     | Ungarn        | Tamas Lörincz         |
| 3     | Serbien       | Aleksandar Maksimović |
| 3     | Aserbaidschan | Vitali Rəhimov        |
| 5     | Kroatien      | Daniel Janecic        |
| 5     | Rumänien      | Ionuț Panait          |
|       |               |                       |
| 10    | Deutschland   | Marcus Thätner        |
|       |               |                       |
| 15    | Schweiz       | Pasacal Strebel       |
|       |               |                       |
| 29    | Österreich    | Alwin Geiger          |

Datum: Samstag, 2. April 2011

Titelverteidiger: Ambako Watschadse, Russland

Teilnehmer: 31

#### Kategorie bis 74 kg
| Platz | Land          | Sportler             |
| ----- | ------------- | -------------------- |
| 1     | Aserbaidschan | Rafiq Hüseynov       |
| 2     | Ungarn        | Péter Bácsi          |
| 3     | Russland      | Roman Wlasow         |
| 3     | Frankreich    | Christophe Guénot    |
| 5     | Türkei        | Selçuk Çebi          |
| 5     | Armenien      | Arsen Dschulfalakjan |
|       |               |                      |
| 11    | Schweiz       | Jonas Bossert        |
|       |               |                      |
| 22    | Deutschland   | Fabian Jänicke       |
|       |               |                      |
| 32    | Österreich    | Florian Marchl       |

Datum: Sonntag, 3. April 2011

Titelverteidiger: Aljaksandr Kikinjou, Belarus

Teilnehmer: 33

#### Kategorie bis 84 kg
| Platz | Land        | Sportler          |
| ----- | ----------- | ----------------- |
| 1     | Ukraine     | Wassyl Ratschyba  |
| 2     | Russland    | Alan Chugajew     |
| 3     | Armenien    | Artur Schahinjan  |
| 3     | Bulgarien   | Christo Marinow   |
| 5     | Polen       | Damian Janikowski |
| 5     | Deutschland | Jan Fischer       |
|       |             |                   |
| 8     | Österreich  | Amer Hrustanovic  |
|       |             |                   |
| 26    | Schweiz     | Thomas Suppiger   |

Datum: Samstag, 2. April 2011

Titelverteidiger: Nazmi Avluca, Türkei

Teilnehmer: 28

#### Kategorie bis 96 kg
| Platz | Land          | Sportler               |
| ----- | ------------- | ---------------------- |
| 1     | Belarus       | Timofei Dseinitschenko |
| 2     | Armenien      | Artur Aleksanjan       |
| 3     | Aserbaidschan | Schalwa Gadabadse      |
| 3     | Bulgarien     | Elis Guri              |
| 5     | Tschechien    | David Vála             |
| 5     | Norwegen      | Marthin Hamlet Nielsen |
|       |               |                        |
| 21    | Deutschland   | Mirko Englich          |

Datum: Sonntag, 3. April 2011

Titelverteidiger: Aslanbek Chuschtow, Russland

Teilnehmer: 25

#### Kategorie bis 120 kg
| Platz | Land        | Sportler           |
| ----- | ----------- | ------------------ |
| 1     | Russland    | Chassan Barojew    |
| 2     | Türkei      | Rıza Kayaalp       |
| 3     | Armenien    | Juri Patrikejew    |
| 3     | Ungarn      | Mihály Deák Bárdos |
| 5     | Estland     | Heiki Nabi         |
| 5     | Schweden    | Johan Eurén        |
|       |             |                    |
| 9     | Deutschland | Nico Schmidt       |

Datum: Samstag, 2. April 2011

Titelverteidiger: Rıza Kayaalp, Türkei

Teilnehmer: 27

### Medaillenspiegel
| Rang | Land          | Gold | Silber | Bronze | Fünfter |
| ---- | ------------- | ---- | ------ | ------ | ------- |
| 1    | Russland      | 2    | 1      | 1      | 1       |
| 2    | Armenien      | 1    | 1      | 2      | 1       |
| 3    | Ukraine       | 1    | 1      | 0      | 0       |
| 4    | Aserbaidschan | 1    | 0      | 4      | 0       |
| 5    | Belarus       | 1    | 0      | 1      | 0       |
| 6    | Georgien      | 1    | 0      | 0      | 0       |
| 7    | Ungarn        | 0    | 2      | 1      | 1       |
| 8    | Bulgarien     | 0    | 1      | 2      | 0       |
| 9    | Türkei        | 0    | 1      | 1      | 1       |
| 10   | Serbien       | 0    | 0      | 1      | 0       |
|      | Frankreich    | 0    | 0      | 1      | 0       |
| 12   | Estland       | 0    | 0      | 0      | 2       |
|      | Rumänien      | 0    | 0      | 0      | 2       |
| 14   | Kroatien      | 0    | 0      | 0      | 1       |
|      | Deutschland   | 0    | 0      | 0      | 1       |
|      | Tschechien    | 0    | 0      | 0      | 1       |
|      | Schweden      | 0    | 0      | 0      | 1       |
|      | Polen         | 0    | 0      | 0      | 1       |
|      | Norwegen      | 0    | 0      | 0      | 1       |

### Punktewertung
| Rang | Land          | Punkte |
| ---- | ------------- | ------ |
| 1    | Russland      | 44     |
| 2    | Aserbaidschan | 42     |
| 3    | Armenien      | 41     |
| 4    | Ungarn        | 34     |
| 5    | Bulgarien     | 31     |
| 6    | Türkei        | 30     |
| 7    | Belarus       | 23     |
| 8    | Georgien      | 20     |
| 9    | Ukraine       | 19     |
| 10   | Rumänien      | 13     |
|      | Polen         | 13     |
| 12   | Estland       | 12     |
| 13   | Deutschland   | 11     |
| 14   | Tschechien    | 10     |
| 15   | Serbien       | 9      |
|      | Norwegen      | 9      |
| 17   | Frankreich    | 8      |
| 18   | Kroatien      | 7      |
| 19   | Schweden      | 6      |
| 20   | Finnland      | 5      |
| 21   | Israel        | 4      |
| 21   | Slowenien     | 4      |
| 23   | Österreich    | 3      |
| 24   | Slowakei      | 1      |